# Coscinia nevadensis
Coscinia nevadensis là một loài bướm đêm thuộc phân họ Arctiinae, họ Erebidae.